# Massiv vedergällning
Massiv vedergällning är en militär doktrin enligt vilken en part förbinder sig att, i händelse av en attack, hämnas med mycket större kraft. Om exempelvis land A fäller en atombomb på land B och land B använder sig av massiv vedergällning, så fäller land B tio atombomber på land A. Målet med denna strategi är att avskräcka en motståndare från att genomföra den inledande attacken. För att strategin ska fungera måste motståndaren vara medveten om den, tro att den andra staten har andraslagsförmåga och att den är beredd att fullfölja strategin, vilket troligen skulle inbegripa att använda kärnvapen i stor skala.
Doktrinen för massiv vedergällning med kärnvapen anammades av USA under 1950-talet och baserades på västs ökande rädsla för den upplevda obalansen ifråga om konventionella stridskrafter och den motsvarande oförmågan att försvara sig själv eller segra i konventionella konflikter. Genom att förlita sig på en stor kärnvapenarsenal för avskräckning, trodde USA:s president Eisenhower att man kunde minska de konventionella styrkorna men ändå behålla sin militära prestige och styrka och förmågan att försvara västblocket.
Under Kubakrisen 1962 bytte John F. Kennedy ut strategin mot flexibelt gensvar.